# Nápolyi Királyság
A Nápolyi Királyság (latinul: Regnum Neapolitanum, nápolyiul: Regno ’e Napule, olaszul: Regno di Napoli, spanyolul: Reino de Nápoles) történelmi királyság az Itáliai-félszigeten a Pápai államtól délre eső részen. A Szicíliai Királyságból vált ki a Charles d’Anjou elleni szicíliai vecsernye során 1282-ben. Az ország hivatalos megnevezése a Világítótornyon inneni Szicíliai Királyság volt, a köznyelvben használatos megnevezését nápolyi központja miatt kapta.
A Capeting–Anjouk uralkodása alatt az ország történelme szoroson kapcsolódott a magyar történelemmel is, az Anjou-korban Nagy Lajos magyar király öccse, András, Calabria hercege I. Johanna nápolyi királynő első férje volt. Az Anjouk bukása utána az ország előbb az Aragón Korona, majd az azt követő Spanyol Királyság részévé vált. A napóleoni háborúk idején kezdetben Bonaparte Napóleon császár öccse, Joseph, majd húguk, Caroline Bonaparte és annak férje, Joachim Murat uralkodtak a királyság felett. Az ország még VIII. Károly király uralkodása alatt perszonálunióba lépett a Szicíliai Királysággal, majd fia, IV. Ferdinánd király 1816-ban egyesítette a két országot, létrehozva ezzel Két Szicília Királyságát.

## A középkori Nápolyi Királyság
A szicíliai vecsernye után, 1282-ben Szicília szigete függetlenedett a róla elnevezett Szicíliai Királyságtól. I. Anjou Károly király vereséget szenvedett I. Aragóniai Péter hadaitól, és kénytelen volt elhagyni a palermói udvart. Új udvarát Nápolyban rendezte be, és a maradék — a mai szóhasználattal: a Nápolyi Királyság — mellett továbbra is igényt tartott magára Szicíliára is. Ezért hivatalosan mindkét királyságot Szicíliai Királyságnak nevezték, és a Nápolyi Királyság nevet csak megkülönböztetésül, nem hivatalosan használták. A nápolyi Anjouk hivatalosan 1373-ig hadban álltak az Aragóniai-ház palermói uralkodóival — mindaddig, amíg I. Johanna királynő le nem mondott a sziget visszaköveteléséről.
Az első Nápolyi Királyság felszámolásában nagy volt szerepe I. Johannának, ő ugyanis gyermektelenül halt meg, és I. Anjou Lajost nevezte meg utódául annak ellenére, hogy unokatestvére, a durazzói herceg is igényt tartott a trónra. A királynőt 1382-ben meggyilkolták és így III. Durazzói Károly került a királyság élére, ami után trónharcok kezdődtek. III. Károly leánya, II. Johanna előbb V. Aragóniai Alfonzt jelölte utódának, később III. Anjou Lajost, de végül 1435-ben I. René lépett a trónra.

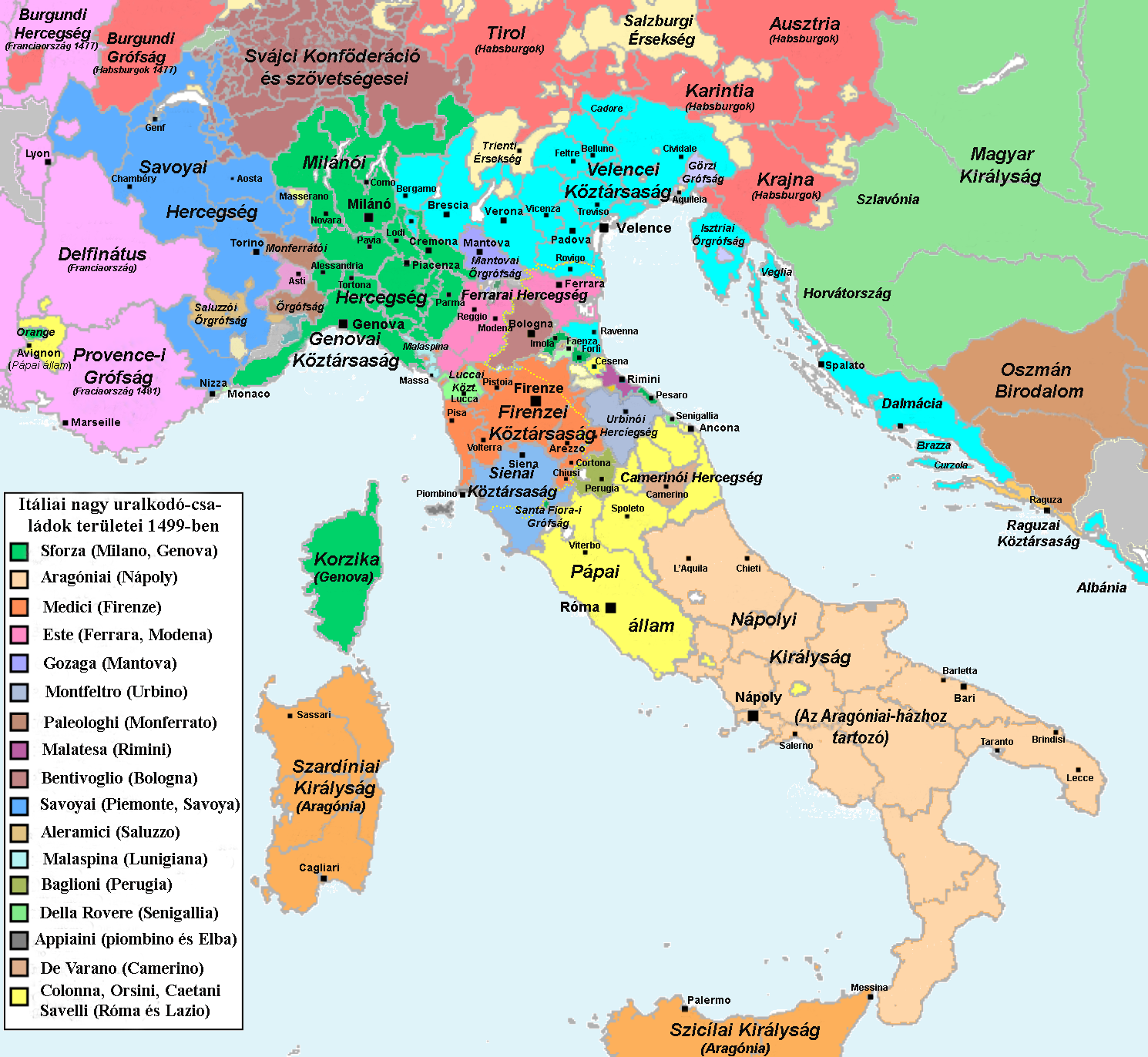
Itália 1499-ben

1442-ben V. Alfonz aragóniai király elfoglalta a Nápolyi Királyságot, és az Aragóniai-ház irányítása alatt újraegyesítette Szicíliával (Nápolyban I. Alfonz néven uralkodott). 1458-ban a királyság ismét kettészakadt, és a Nápolyi Királyság trónjára I. Aragóniai Ferdinánd, Alfonz törvénytelen fia került.
Nápolyi I. Ferdinánd halála után, 1494-ben VIII. Károly francia király tartott igényt a trónra, mivel apja René unokájának leszármazottja volt. Betört az Appennini-félszigetre, és 1495-ben elűzte Nápolyból II. Alfonzot, de nemsokára kénytelen volt visszavonulni II. Aragóniai Ferdinánd hadai elől. II. Alfonz halála után, 1496-ban a nápolyi trónra IV. Frigyes került. A franciák továbbra is maguknak követelték a trónt, mígnem 1500 végén Aragóniai Ferdinánd és XII. Lajos megkötötte a granadai titkos szerződést. Ebben Aragónia királya beleegyezett a Nápolyi Királyság területének spanyol és francia részre osztásába. 1501-ben a két hatalom közös katonai akcióval elfoglalta a királyságot, de egyetértésüknek hamarosan vége szakadt. 1503-ban a franciák és a spanyolok újabb háborúba keveredtek a királyság teljhatalmáért. A háború 1504-ben spanyol (aragón) győzelemmel ért véget, a franciák kiszorultak Dél-Itáliából. Az új status quót az 1504-es és 1505-ös blois-i szerződésekben rögzítették.

## Korai újkor
A királyság a 16. század folyamán is a Franciaország és Spanyolország közötti viszálykodás tárgya maradt, de a királyság elhódítására irányuló francia próbálkozások egyre gyengültek. A franciák 1559-ben a cateau-cambrésis-i békeszerződésben mondtak le véglegesen követeléseikről.
A 18. századi spanyol örökösödési háborúk után, az 1713-as utrechti béke és az 1714-es rastatti békeszerződések értelmében a Nápolyi és a Szicíliai Királyság a Habsburg Birodalom fennhatósága alá jutott, a királyság élére VI. Károly német-római császár lépett. Szicíliát II. Viktor Amadé savoyai herceg kapta meg a császártól, hűbéri szolgálatai jutalmául. 1718-ban Viktor Amadé veje, V. Fülöp spanyol király felmondta az utrechti békeszerződést, megtámadta és megszállta Szicíliát. A támadást a négyes szövetség hárította el (Passero-foki tengeri csata). A négyes szövetség háborújának eredményeképpen 1720-ban a Szicíliai Királyság visszajutott VI. Károly birtokába (Viktor Amadé cserébe Szardínia szigetét kapta meg). Sem a Nápolyi Királyság, sem a Szicíliai Királyság nem maradhatott sokáig Habsburg fennhatóság alatt, mert 1734-ben a spanyolok a lengyel örökösödési háború során meghódították, és 1735-ben mindkét királyság élére a Bourbon-házból való V. Fülöp spanyol király legifjabb fiát, Károly parmai herceget helyezték, aki VII. Károly néven uralkodott. Miután apja halálát követően 1759-ben Károly (III. Károly néven) a spanyol trónra került, a nápolyi trónt fia, IV. Ferdinánd kapta meg. A két királyság 1735 után perszonálunióban állt egymással, csak a közös király személye fogta össze őket, egyébként teljesen függetlenek voltak egymástól.

## 19. század

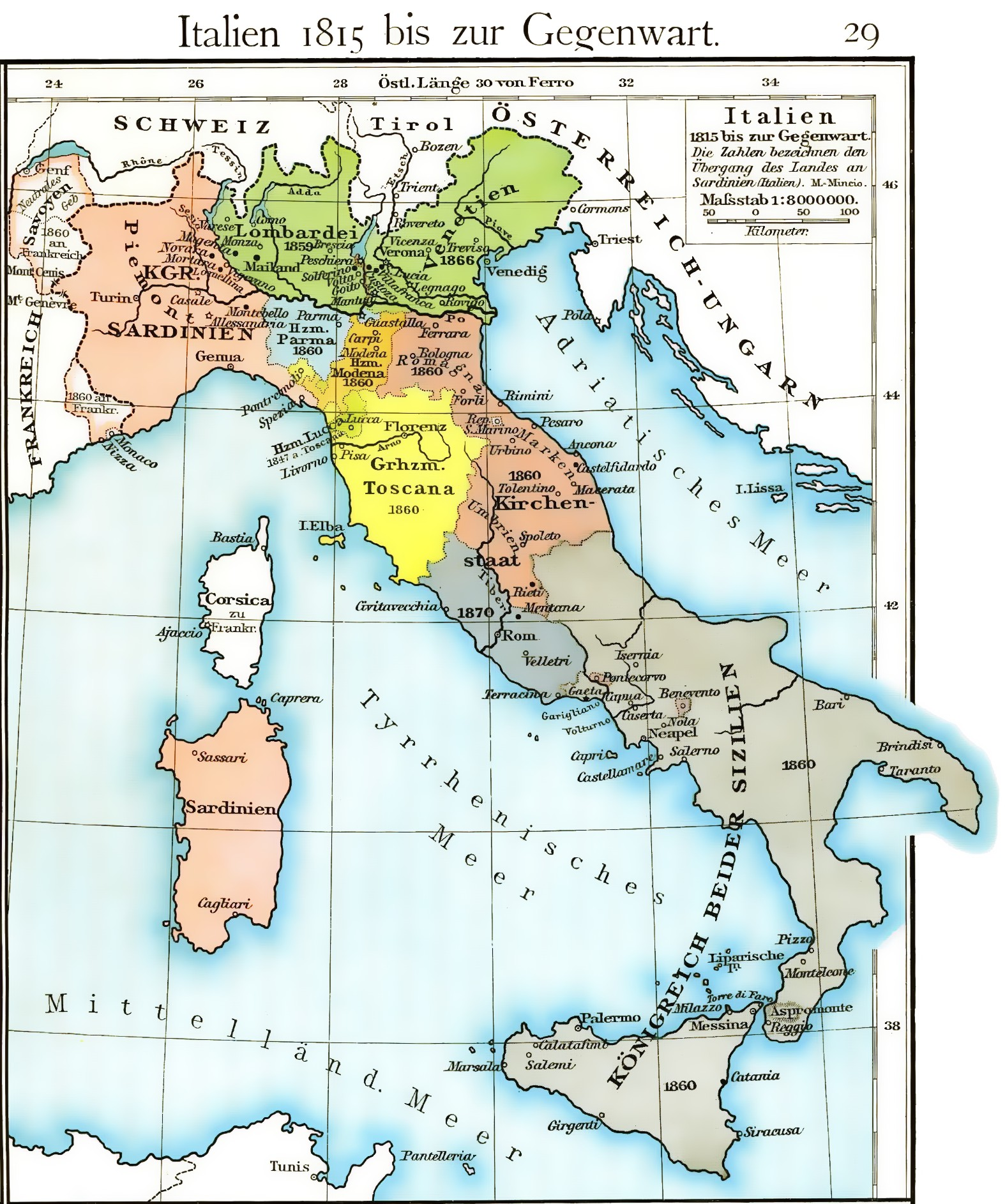
Két Szicília Királysága 1815-ben

1799-ben IV. Ferdinándot a Napoléon Bonaparte tábornok vezette francia forradalmi haderő és az őket támogató nápolyiak elűzték a trónról. A királyi pár Szicíliába menekült. A szigetet a brit hadiflotta a napóleoni háborúk egész tartama alatt meg tudta védelmezni. A franciák segítségével kikiáltott második nápolyi köztársaság, a Parthenopéi Köztársaság rövid életűnek bizonyult. A katolikus klérus által ösztönzött lazzari-felkelés és a brit flotta aktív beavatkozása visszahozta Ferdinándot a trónra.
Ferdinánd 1805-ben úgy döntött, hogy csatlakozik a Napóleon elleni harmadik koalíciós háborúhoz. Ez súlyos következményekkel járt. Királysága 1806-ban, az austerlitzi csata után a franciák kezébe került. Napóleon császár a bátyját, Józsefet emelte a nápolyi trónra. Miután József 1808-ban a spanyol trónt kapta meg, Napóleon húga, Karolina és ennek férje Joachim Murat marsall került a nápolyi trónra.
IV. Ferdinánd eközben a Szicíliai Királyság uralkodója is volt, III. Ferdinánd néven. Miután 1814-ben a nemzetközi koalíció legyőzte Napóleon seregeit, az európai nagyhatalmak megerősítették Murat-t nápolyi királyként. A nagyhatalmak, főleg Nagy-Britannia és a Habsburg Birodalom azonban gyanakodva figyelték uralkodását. Murat helyzete egyre bizonytalanabbá vált. 1815-ben, amikor Napóleon száz napra ismét visszaszerezte a francia trónt, Murat a támogatásáról biztosította őt. A tolentinói csatában az osztrák császári seregek leverték Murat hadait, és visszahelyezték IV. Ferdinándot a nápolyi trónra. A waterlooi csata után Ferdinánd király elfogatta és kivégeztette Murat-t.
1816-ban a Nápolyi Királyság hivatalosan egyesült a Szicíliai Királysággal, így megalakult az új államalakulat, a Két Szicília Királysága. Ferdinánd király, aki eddig IV. Ferdinánd néven Nápoly, III. Ferdinánd néven Szicíliai királya volt, most felvette az I. Ferdinánd nápoly–szicíliai király nevet. Őt fia, I. Ferenc követte a kettős királyság trónján. I. Ferenc uralkodása alatt a királyság Itália legdiktatórikusabb állama lett. 1859-ben, II. Ferenc uralkodása alatt ugyanakkor a leggazdagabb itáliai királysággá vált.
1860-ban Giuseppe Garibaldi seregei elfoglalták a Két Szicília Királyságát, és átadták II. Viktor Emánuel szárd–piemonti királynak. Az 1860. október 21-én egy népgyűlésen megszervezett népszavazás alapján Dél-Itália is csatlakozott a Szárd–Piemonti Királysághoz. 1861. április 27-én II. Viktor Emánuelt az egyesült Olasz Királyság uralkodójává kiáltotta ki. A volt Nápoly–Szicíliai Királyság kétszer akkora összeg befizetésével járult hozzá a közös államkincstár megalapozásához, mint az összes többi csatlakozó állam együttvéve.